# Kojima Zenzaburō

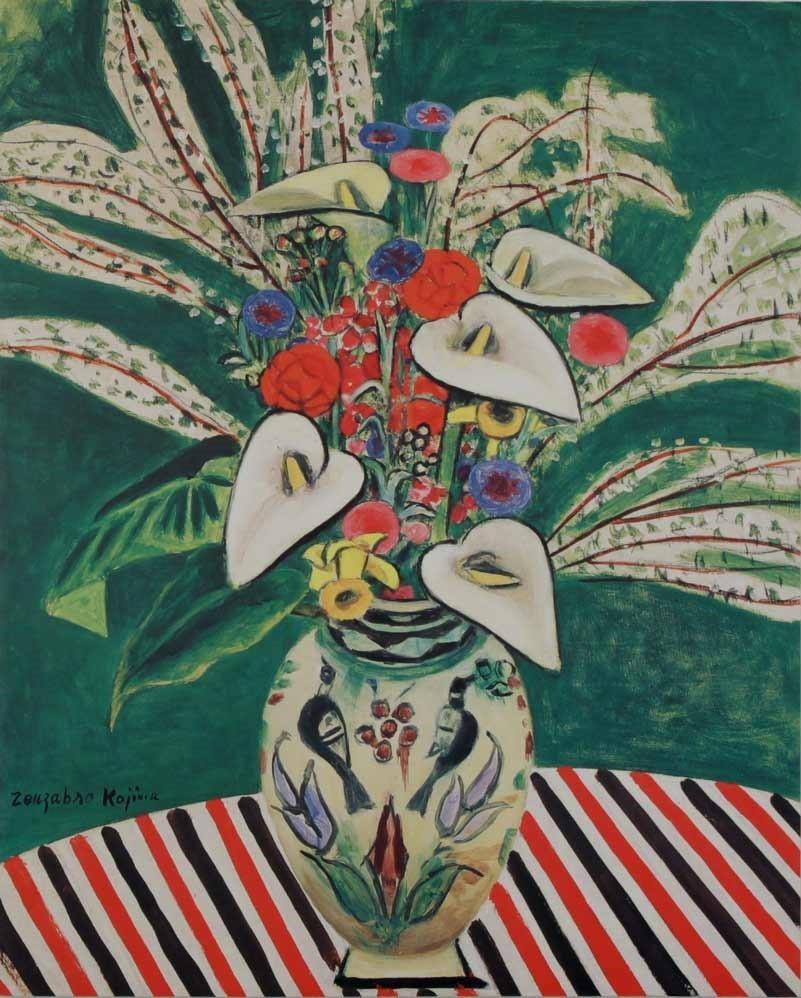
Blumenvase, 1956.

Kojima Zenzaburō (japanisch 児島 善三郎; geb. 13. Februar 1893 in Fukuoka, Präfektur Fukuoka; gest. 22. März 1962) war ein japanischer Maler der Yōga-Richtung während der Taishō- und Shōwa-Zeit.

## Leben und Werk
Kojima Zenzaburō wurde in Fukuoka geboren. Er ging 1913 nach Tōkyō und begann ein Studium der Malerei an der privaten Hongō-Kunstschule (本郷洋画研究所, Hongō yōga kenkyūjo). Er erkrankte jedoch schon nach kurzer Zeit und musste nach Hause zurückkehre. Er brachte sich dann das Malen weitgehend selbst bei und hatte damit Erfolg: sein auf der Ausstellung der Nika-kai (二科会) im Jahr 1921 eingereichtes Bild wurde angenommen. Im folgenden Jahre gewann er sogar den Preis der Nika-kai.
1924 ging Kojima nach Frankreich, um noch einmal das Malerei-Studium von vorne zu beginnen. Er blieb in Paris bis 1928. Nach seiner Rückkehr konnte er im Rahmen einer Sonderausstellung der Nika-kai die Bilder „Sonja, stehend“ (立てるソニア, Tateru Sonia; 1927) und „Frau mit Spiegel“ (鏡を持つ女, Kagami o motsu onna; 1928) zeigen, Bilder, die in Europa entstanden waren. Er wurde daraufhin Mitglied der Nika-kai. – 1930 verließ er die Nika-kai und gründete zusammen mit Satomi Katsuzō, Hayashi Takeshi und anderen die „Vereinigung unabhängiger Kunst“ (独立美術協会, Dokuritsu bijutsu kyōkai). Er blieb dieser Vereinigung treu und stellte dann dort bis zu seinem Tode aus.
Um das Jahr 1935 erhielten Kojimas Bilder eine ornamentale Ausprägung, wodurch ein „japanischer“ Ton in seine Bilder kam. So entstanden farbenfrohe, dekorative Porträts, Landschaften und Stillleben. Beispiele sind „Hakone“ (箱根, 1937), „Ostwind“ (東風, Tōfu; 1939), „Weg in die Alpen“ (アルプスへの道, Arupusu e no michi; 1951) und die „Blumenvase“ (vollständiger Name: „Spierstrauch, Zantedeschien und persischer Krug“ (雪柳と海芋に波斯の壺, Yukiyanagi to kaiu ni Perusha no tsubo; 1956)).

## Bilder

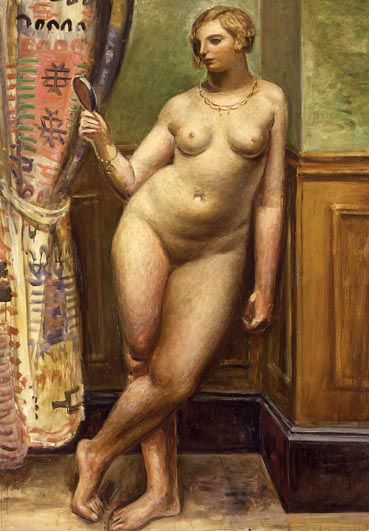
Frau mit Spiegel, 1928
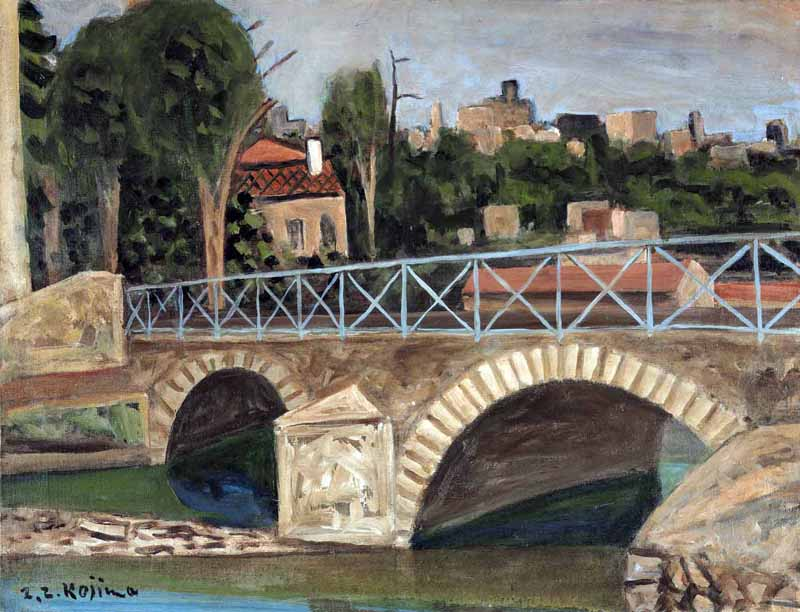
Brücke in Frankreich, ca. 1928
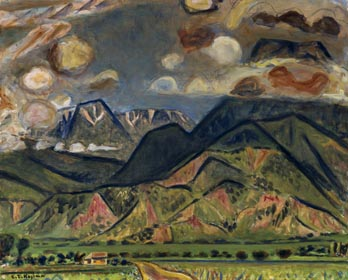
Weg in die Alpen, 1951[1][A 2]
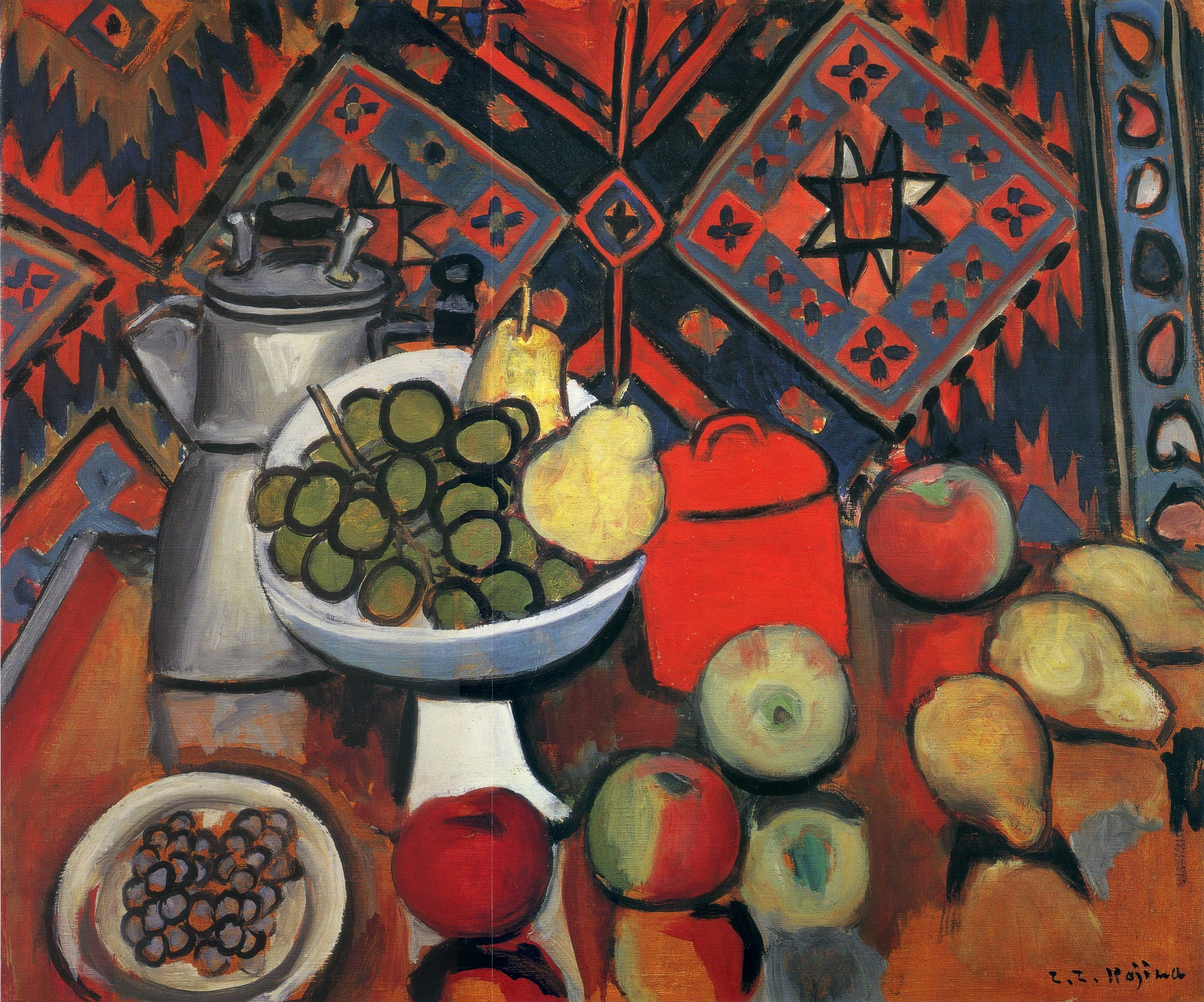
Stillleben, 1949
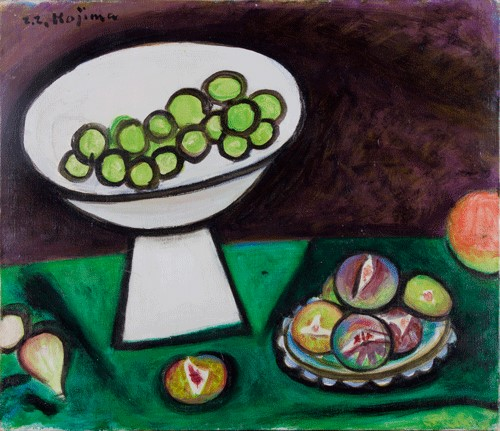
Stillleben
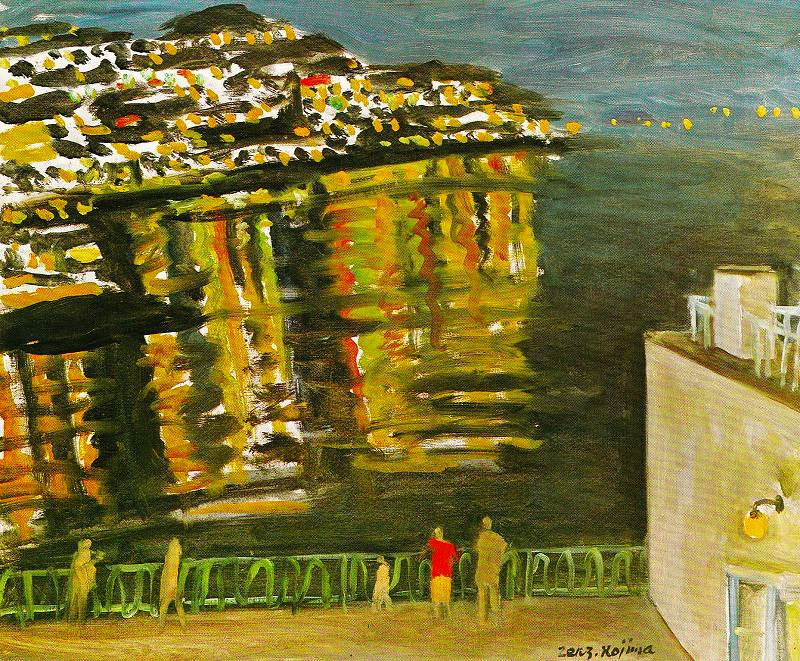
Atami am Abend